# 5a Flotilla d'U-Boot
La 5a Flotilla d'U-boot (alemany: 5. Unterseebootsflottille), també coneguda com a Flotilla Emsmann va ser una flotilla de submarins de la Kriegsmarine de l'Alemanya nazi durant la Segona Guerra Mundial.
La flotilla va formar-se el desembre de 1938 a Kiel, sota el comandament del Korvettenkapitän Hans-Rudolf Rösing. Va ser batejada en honor del Oberleutnant zur See Hans Joachim Emsmann, un comandant de submarins de la Primera Guerra Mundial que va morir el 28 d'octubre de 1918 després que el seu UB-116 fos enfonsat en col·lidir amb una mina. La flotilla va ser dissolta el gener de 1940 i els seus submarins van ser transferits a la 1a Flotilla.
La flotilla va ser reformada com a 5a Flotilla d'U-boot el juny de 1941 sota el comandament del Kapitänleutnant Karl-Heinz Moehle, com a flotilla d'entrenament amb la seva base a Kiel. El 1946, Moehle va ser sentenciat a 5 anys e presó, després de ser trobat culpable de transmetre l'ordre Laconia als nous comandants de submarí abans que sortissin a patrullar. Va ser posat en llibertat el novembre de 1949.

## Comandants de la flotilla
| Duració                             | Comandant                                  |
| ----------------------------------- | ------------------------------------------ |
| desembre de 1938 – desembre de 1939 | Korvettenkapitän Hans-Rudolf Rösing        |
| juny de 1941 – agost de 1942        | Kapitänleutnant Karl-Heinz Moehle          |
| setembre – novembre de 1942         | Korvettenkapitän Hans Pauckstadt (pro tem) |
| novembre de 1942 – setembre de 1943 | Korvettenkapitän Karl-Heinz Moehle         |
| setembre de 1943 – octubre de 1943  | Kapitänleutnant Jost Metzler (pro tem)     |
| octubre de 1943 – maig de 1945      | Korvettenkapitän Karl-Heinz Moehle         |